# Грудзиньский, Пшемыслав
Пшемыслав Грудзиньский (пол. Przemysław Grudziński) (родился 30 октября 1950, Торунь, Польская Народная Республика) — польский дипломат. Посол Польши в США (2000—2005) и постоянный представитель Польши при бюро ООН в Вене (2009—2014). Государственный подсекретарь в Министерствах обороны и иностранных дел. Посол Польши в Финляндии (2015—2017).

## Биография
В 1972 году закончил исторический факультет Университета Николая Коперника в Торуне. Там же остался работать как ассистент. В 1977 году защитил докторскую диссертацию, а в 1982 году стал хабилитированным доктором в Институте истории Польской Академии Наук. До 1996 года адъюнкт и доцент в этом институте. В 1994—1997 и в 2005—2008 годах профессор в институте Маршалла в Гармиш-Партенкирхен.
В 1991—1992 годах директор бюро исследований и экспертиз Канцелярии Сейма. Затем в течение года государственный подсекретарь (заместитель министра) в Министерстве национальной обороны. В 1998—2000 государственный подсекретарь (заместитель министра) в Министерстве иностранных дел. В 2000—2005 годах посол Польши в Соединённых Штатах Америки.
12 августа 2008 года снова стал государственным подсекретарём в МИД Польши. Находился на этом посту до апреля 2009 года, когда был назначен постоянным представителем Польши при бюро ООН в Вене. Дипломатическую миссию закончил в ноябре 2014 года.
8 октября 2015 года назначен послом Польши в Финляндии. Окончил срок в апреле 2017.

## Избранные публикации
- Państwo inteligentne. Polska w poszukiwaniu międzynarodowej roli, Wydawnictwo Adam Marszalek, Toruń 2008
- Przyszłość Europy w koncepcjach Franklina D. Roosevelta, 1933—1945, Ossolineum, Warszawa 1980
- Teologia bomby. Geneza nuklearnego odstraszania, PWN, Warszawa 1988
- Uczeni i barbarzyńcy. Strategia nuklearna Stanów Zjednoczonych, 1939—1945, PWN, Warszawa 1987